# Castelo de Mamer
O Castelo de Mamer (em luxemburguês, Mamer Schlass; em francês, Château de Mamer; em alemão, Mamer Schloss) serve como a prefeitura da comuna de Mamer, no sudoeste de Luxemburgo.
Constituído de quatro prédios, o castelo está localizado na Praça da Independência, perto do centro da cidade. Na entrada principal, encontram-se duas estátuas de Nicolas Frantz, duas vezes vencedor do Tour de France, e de Josy Barthel, o único medalhista olímpico de ouro de Luxemburgo. Ambos nasceram em Mamer.

## História

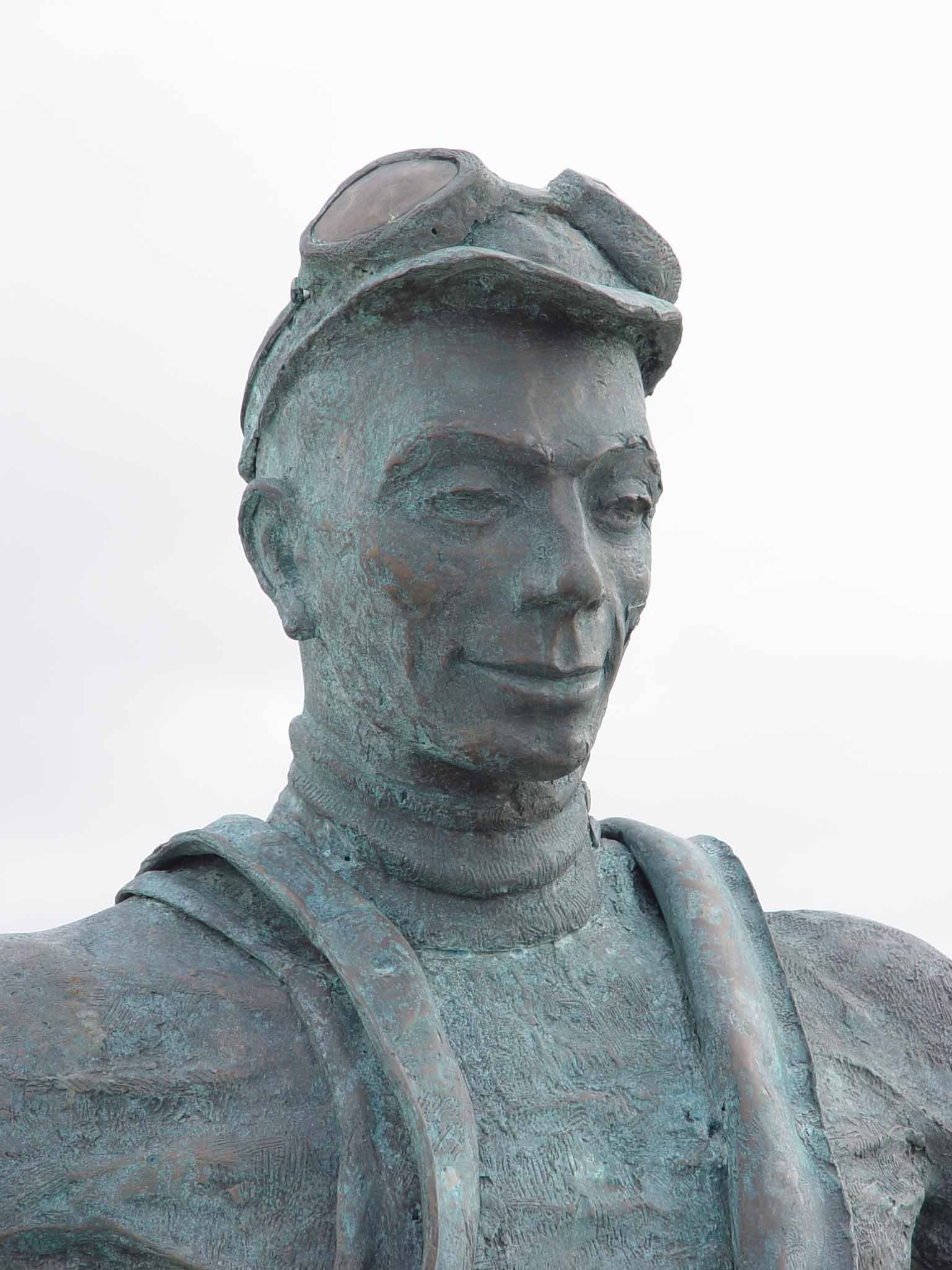
A estátua de Nicolas Frantz.

Um castelo foi originalmente construído em Mamer no século X, porém, devido às guerras revolucionárias francesas, caiu em ruínas. Foi vendido por forças francesas de ocupação em 1798, a Thierry de Bastogne. O chefe de polícia Frederic François construiu um novo castelo em seu lugar no ano de 1830, rodeado por um muro de dois metros de altura. Passou para as mãos de Jacques Fischer e Julie Kremer em 1934, cercado por uma fazenda de 1,74 hectare.
Em 1995, foi adquirido pela administração da comuna, a qual, no dia 4 de junho de 1997, votou unanimemente sua restauração, realizada entre setembro de 1999 e fevereiro de 2002. A administração instalou-se no local em 1º de março daquele ano.